# Krantzia poecila
Krantzia poecila is een pissebed uit de familie Oniscidae. De wetenschappelijke naam van de soort is voor het eerst geldig gepubliceerd in 1932 door Barnard.